# Ocean Grove

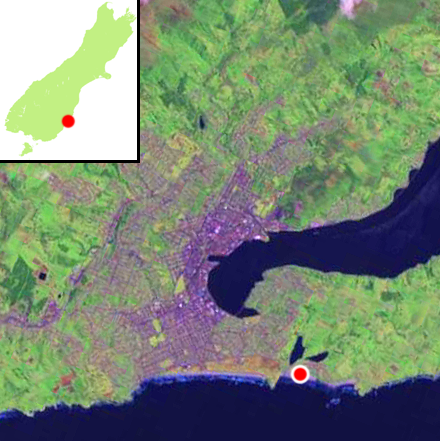
Localisation d' ‘Océan Grove’ (marqué par un point rouge) au sein de la ville de Dunedin, les deux lobes du lagon de ‘Tomahawk’ peuvent être clairement vus.

Ocean Grove, aussi connu sous le nom de Tomahawk, est une banlieue du sud-est de la cité de Dunedin dans l’Île du Sud de la Nouvelle-Zélande.

## Situation
C'est une banlieue semi-rurale, résidentielle située sur la côte de l’Océan Pacifique, à l’extrémité sud-ouest de la Péninsule d'Otago.
La banlieue d’‘Ocean Grove’ est localisée à 6,5 km au sud-est du centre de la cité de Dunedin.

## Géographie
La banlieue est isolée de la plus grande partie de la cité par les falaises du promontoire de promontoire de Lawyer's Head (en), qui se dresse immédiatement à l'ouest de la banlieue et du cimetière d’Andersons Bay (en), et comme tel donne l'impression d’être une communauté séparée.
La banlieue siège tout près de la berge du lagon à double lobe nommé:Tomahawk Lagoon (en), notable pour la vie des oiseaux, car le lobe interne est une réserve de la vie sauvage .
Le lagon de ‘Tomahawk’ est séparé de la mer à marée basse par la plage de ‘Tomahawk’, qui court vers l'est à partir de l'embouchure du lagon sur environ 1 km.
Une plage plus petite nommée ‘Smaill's Beach’, siège plus loin vers l'est, à côté de laquelle se trouve l'affleurement rocheux de ‘Maori Head’, à 2 km de l’embouchure du lagon.
Un récif rocheux et une petite île aux oiseaux siègent tout près du promontoire.

## Toponymie
La banlieue était connue sous le nom de ‘Tomahawk’ jusque vers l'année 1930. 
Le nom ne fait pas référence à l'arme mais plutôt à l'anglicisme du mot du langage Māori tomo haka, qui signifie ‘danser sur une tombe"; 
Toma signifie : la place des os, ou sanctuaire pour les os  haka est pris ici pour signifier le  danse Māori de challenge, mais peu plutôt être le mot en dialecte du langage Southern Māori une forme du mot hanga, construire ou créer.

## Histoire
La banlieue devint une partie de la ville de ‘Dunedin City’ en 1968.
La banlieue a une seule route principale nommée ‘Tomahawk Road’, qui s'étend grossièrement parallèle à la côte et relie les banlieues de Andersons Bay et celle de Tainui vers l'ouest.
À l'est, elle devient la route rurale de ‘Centre Road’, qui grimpe vers la crête au centre de la Péninsule d'Otago avant de rejoindre ‘Highcliff Road’, la route de la crête, qui court entre la ville de Shiel Hill et celle de Portobello.

## Description
Les structures les plus notables de la banlieue d’Océan Grove sont les emplacements des deux canons de la Seconde Guerre mondiale.
Ils siègent tout près du point de vue de ‘Jack Fox Lookout’, qui est au sommet du promontoire qui sépare ‘Tomahawk Beach’ de ‘Smaill's Beach’.
Une maison notable à deux étages nommée ‘Glen Cairn’, est le domicile original de la famille ’Smaill’, situé au niveau de ’Smaill's Beach’. 
Elle est maintenant utilisée comme quartier général du club de pêche de ‘Tautuku Fishing Club’.
Entre ‘Tomahawk Beach’ et ‘Tomahawk Road’ se trouve le ‘Domaine de Tomahawk’ et le terrain de loisir, qui sert de terrain de sport et de siège pour le club de football du Grants Braes (en).